# Putagrotis
Putagrotis là một chi bướm đêm thuộc họ Noctuidae.